# Bibliotekernes JURAPORT
Bibliotekernes JURAPORT var et netbibliotek 2002-2017,hvor man kunne finde svar på hverdagens juridiske spørgsmål – enten på nettet eller i populære jurabøger på folkebiblioteket. Netbiblioteket var tænkt som et tilbud til den almindelige borger, der her kunne sætte sig ind i juridiske problemer uden forudgående kundskaber inden for jura, samt som et redskab for bibliotekerne ved besvarelse af juridiske spørgsmål fra brugerne. Bibliotekernes JURAPORT blev nedlagt i 2017, men ført videre i privat regi af firmaet Go-It Aps under navnet JURAPORT.
Under hvert emne var der henvisning til links til såvel lovtekster som til love og regler i bearbejdet form. Her fandt man "elektroniske pjecer" og andre former for populariseret juridisk information, udarbejdet af ministerier, styrelser, råd og nævn, organisationer, advokatfirmaer etc. Bibliotekernes JURAPORT præsenterede desuden en lang række selvbetjeningsløsninger, og henviste til netværk af foreninger og organisationer, der kunne være interessante i forbindelse med et juridisk emne.
Bibliotekernes JURAPORT var udviklet af Vejle Bibliotekerne med økonomisk støtte fra Biblioteksstyrelsens overbygningspulje. 
Bag Bibliotekernes JURAPORT stod en række danske folkebiblioteker, hvor bibliotekarer udvalgte de mest relevante steder på nettet inden for det juridiske emneområde. De deltagende biblioteker var foruden Vejle Bibliotekerne; Kolding Bibliotekerne, Esbjerg Kommunes Biblioteker, Tønder Bibliotek, Middelfart Bibliotek, Risskov Bibliotek, Roskilde Bibliotekerne, Odense Centralbibliotek og Gentofte Bibliotekerne.